# Joshua Tui Tapasei
Joshua Tui Tapasei (30 mei 1979) is een Tuvaluaans voetballer die uitkomt voor Nauti.
Joshua speelde al acht wedstrijden voor het Tuvaluaans voetbalelftal, waarvan drie bij de Pacific Games 2003 en vier bij de Pacific Games 2011. In 2011 was Joshua reserveaanvoerder. Joshua's vader komt uit Vanuatu, daarom was het ook bijzonder dat hij op de Pacific Games 2011 tegen Vanuatu speelde.

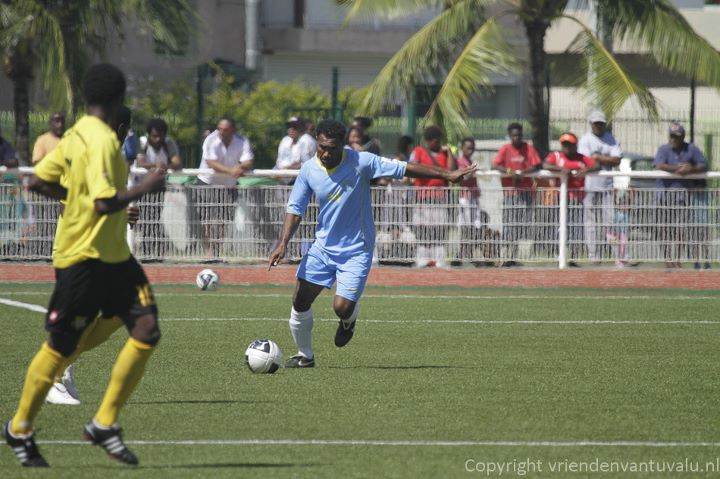
Joshua in actie tegen Vanuatu

1 Sieni ·
2 Pokia ·
3 Tofuola ·
4 Timuani ·
5 Takataka ·
6 Penisula ·
7 Liva ·
8 Tinilau ·
9 Tiute ·
10 Lepaio ·
11 Panapa ·
12 Petoa ·
13 Stanley ·
14 Sogivalu ·
15 Ofati ·
16 Selau ·
17 Ale ·
18 Petaia ·
19 Lima'alofa ·
20 Okelani ·
24 Tapasei ·
Coach: De Haan